# Zone fantôme
La Zone fantôme (Phantom Zone) est un lieu de fiction de l'Univers DC. Il apparaît pour la première fois dans le numéro 283 d'Adventure Comics en avril 1961, créé par Robert Bernstein et George Papp. 
Une mini-série de Steve Gerber et Gene Colan est sortie en 1982 sous le titre de Phantom Zone.

## Histoire
Il s'agit d'une autre dimension ressemblant à un vide spatial, où les condamnés de Krypton et des autres planètes étaient envoyés, et s'y retrouvaient réduits à l'état de spectre pour errer durant une période de temps déterminée par les juges. Elle a été découverte par Jor-El le père de Superman (Kal-El), qui est un très grand scientifique de la planète Krypton.
Dans la Zone Fantôme, le temps est figé : les prisonniers ne vieillissent pas, ne peuvent mourir mais sont intangibles.
La seule fois où un individu fut envoyé dans la Zone Fantôme pour une raison autre qu'un châtiment fut lorsque Superboy y envoya Mon-El, qui avait été alors gravement irradié par du plomb, sur le point d'en mourir. Mon-El y resta, échappant à la mort, jusqu'à ce que la Légion des Super-Héros le libère et le guérisse.

## Liste des habitants
- Aethyr
- Ak-Var
- Az-Rel
- Drax
- Faora Hu-Ul
- Gaz-Or
- Général Zod
- Gra-Mo
- Jax-Ur
- Jer-Em
- Kal-El (temporairement dans Smallville)
- Kara Zor-El (temporairement dans Smallville)
- Khai-Zor
- Kru-El
- Mala
- Mon-El ou Lar Gand
- Nadira
- Nam-Ek
- Quex-El
- Superboy (temporairement)
- Professeur Va-Kox
- Za-Du
- Zo-Lar (Zora Vi-Lar)
- Gloria
- Raya
- Baern
- Titan
- Athena
- Bizarro
- Aldar
- Major Zod (smallville)

### Liste des habitants vus dans le filmLego Batman
Pour un article plus général, voir Lego Batman, le film.
- Agent Smith (Matrix)
- Daleks (Doctor Who)
- Dracula
- Gremlins (Gremlins)
- King Kong
- L'Étrange Créature du lac noir (L'Étrange Créature du lac noir)
- Méchante sorcière de l'Ouest (Le Magicien d'Oz)
- Sauron (Le Seigneur des anneaux)
- Tyrannosaurus Rex (Jurassic Park)
- Voldemort (Harry Potter)

## Apparitions
- Action Comics, Adventure Comics, Superman, Superboy, Supergirl, Justice League Adventures, etc.
- Phantom Zone (1982), mini-série de Gene Colan et Steve Gerber.

### Films
- Superman (1978) : La Zone fantôme est présente dès la première scène, au cours de laquelle les criminels Zod, Ursa et Non y sont condamnés. Le second film voit leur libération accidentelle. L'endroit est représenté par un gigantesque miroir en forme de losange à l'intérieur duquel les prisonniers sont enfermés dans un espace bidimensionnel.
- Supergirl (1984) : La sorcière Selena parvient à bannir Supergirl dans la Zone fantôme, représentée ici comme un monde froid et désolé. Cette représentation, qui diffère du premier film pourtant situé dans la même continuité, suggère que le miroir n'était peut-être pas la Zone fantôme en soi, mais un véhicule emmenant les criminels jusqu'à elle.
- Man of Steel (2013) : Là encore, la Zone fantôme nous est présentée lors du procès du renégat Général Zod et de ses troupes. Elle semble être une prison située dans un autre plan de la réalité, à laquelle on accède via une certaine technologie. Les criminels qui y sont bannis sont cryogénisés le temps de leur détention.

### Séries télévisées
- Superman, l'Ange de Métropolis : Les jours précédents la destruction de Krypton, Jor-El a proposé au Conseil d'envoyer toute la population de la planète dans la Zone fantôme afin de les protéger de la catastrophe à venir. C'est une dimension cauchemardesque rougeâtre dont les criminels Mala et Jax-Ur sont les plus célèbres détenus. Superman possède un projecteur capable de libérer ou d'enfermer quelqu'un dans la Zone fantôme.
- Smallville : La Zone fantôme, créée par Jor-El, est une dimension froide, représentée comme un immense désert où le soleil bleu ne se couche jamais, et où le temps ne s'écoule pas. Ses résidents peuvent, pour certains, être dépouillés de leur corps physique en entrant dans la Zone et ne devenir que des fantômes.
- Krypton : Découverte par Val-El, c'est une dimension où les personnages principaux vont notamment tenter d'enfermer Brainiac afin de l'empêcher de miniaturiser et voler la ville de Kandor.

### Hors DC Universe
- Bartman Meets Radioactive Man (jeu vidéo)
- Mortal Kombat vs. DC Universe' (jeu vidéo)
- South Park (saison 7, épisode 2 : Les Gangs de Denver)
- Les Griffin (saison 3, épisode 7 : Larmes fatales)
- American Dad! (saison 3, épisode 8 : Promenons-nous dans les bois)
- Lego Batman, le film (film sorti en 2017)